# Lhota pod Libčany
Lhota pod Libčany é uma comuna checa localizada na região de Hradec Králové, distrito de Hradec Králové‎.